# Pompe du bouc
Pour les articles homonymes, voir Pompe (homonymie).
La Pompe du Bouc est le nom qu'on donne à une cérémonie potache d'inspiration antique (anc. gr. πομπή, pompè, procession) à laquelle se livrèrent les encore jeunes poètes de la Pléiade et leurs maîtres à Arcueil en février 1553, à l'occasion du triomphe de la première tragédie française à l'antique, Cléopâtre captive, et de la première comédie, L'Eugène, représentées au collège de Boncourt devant le roi Henri II.

## Déroulement

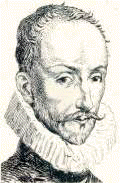
Étienne Jodelle.

Juste après la représentation des deux pièces d'Étienne Jodelle, une joyeuse équipe composée des jeunes collégiens Rémi Belleau, Jean-Antoine de Baïf, Etienne Jodelle, Ronsard, Denisot, Collet, Jamin, Vergèce, Paschal, de leurs enseignants Marc-Antoine Muret et peut-être Jean Dorat et probablement les comédiens desdites pièces (ce qui inclurait Jacques Grévin et Jean de La Péruse) se rendit sur le site antique d’Arcueil  pour y organiser une cérémonie à l'antique d’inspiration dionysiaque en l’honneur de leur héros du jour, Etienne Jodelle, qui venait de ressusciter le théâtre antique en France. 
Baïf, Ronsard, Muret et quelques autres y prononcèrent dithyrambes et élégies entrecoupés d’incantations plus ou moins grecques, tous vêtus de toges et couronnés de lierre. Enfin, ils firent monter sur l’autel qu’ils avaient construit un bouc « enguirlandé » de lierre, que d’après certains  Baïf aurait égorgé aux pieds de Jodelle, probablement en vertu de la célèbre étymologie fautive du terme Tragédie (τράγος / trágos, le bouc, et ᾠδή / ôidế, la plainte). Grévin, dans son Brief discours pour l'intelligence de ce Théâtre (1561), prête ainsi cette origine au terme tragédie : « anciennement on donnoit aux poëtes Tragiques, pour récompense de leur labeur, un Bouc, ou bien la corne d’un bouc pleine de vin ». L’origine de cette dernière interprétation est obscure, et elle constitue probablement un hapax ; elle a cependant pour mérite de justifier la Pompe du Bouc tout en écartant la nécessité d'un sacrifice. 
Plusieurs récits de cet événement furent mis en vers par les poètes présents, dont les deux plus célèbres sont les Dithyrambes à la pompe du Bouc de E. Jodelle, poëte tragiq. de Ronsard et le Dithyrambe à la pompe du Bouc d’Estienne Jodelle de Baïf. 

Voici le récit qu'en fait Étienne Pasquier dans ses Recherches de la France (1560) : 

« Assez ont ouy parler du voyage d’Hercueil, et comme une infinité de jeunesse (addonnée à faire la cour aux Muses) se mit en desbauche honneste […] Ils firent là banquet par ordre, où l’eslite des beaux esprits d’alors estoit […] et principalement à fin de contribuer à l’esjouïssance qu’ils avaient de ce que Jodelle avoit gagné l’honneur et le prix de la Tragédie […] où pour mieux follastrer ils enjoliverent de barbeaux, de coquelicos, de coquelourdes, un Bouc rencontré dans le village par hasard, lequel, les uns, au desçeu des autres, menerent de force par la corne, et le presenterent dans la sale, riant à gorge ouverte, puis on le chassa… »

## Répercussions
Cet événement festif et sans doute bon enfant attira sur ce groupe de jeunes poètes (que Ronsard appelle encore la « Brigade ») les foudres des autorités ecclésiastiques de Gentilly et surtout des protestants, voyant dans cette cérémonie la preuve que les humanistes étaient des impies et des païens se livrant à des rituels hérétiques et idolâtres. Les poètes répondirent en disant qu'ils n'avaient nullement tué le bouc : Baïf relaie ainsi ces accusations dans une dénégation vigoureuse dans son Dithyrambe à la pompe du Bouc d’Estienne Jodelle, prenant soin de préciser « Sans faire de sacrifice / Ainsi que des pervers scandaleux ennuyeux / Ont mis sus contre nous pour nous rendre odieux ». Les érudits sont encore partagés sur cette affaire. 
Cet événement constitua cependant un moment fort dans la fédération des poètes qui allaient devenir la Pléiade, et contribua à en forger l'identité et la démarche, à peine quatre ans après la publication de la Défense et illustration de la langue française de du Bellay (alors en séjour à Rome). Par la suite, Grévin, Belleau et Baïf furent ainsi les premiers continuateurs directs de Jodelle dans les difficiles débuts du théâtre « à l'antique », qui ne triomphera que plus d'un demi-siècle plus tard avec Corneille puis Molière et Racine.

#### Textes d'époque
- Ronsard, Dithyrambe à la pompe du Bouc de E. Jodelle, poëte tragiq. dans Œuvres Complètes, Dir. J. Céard, D. Ménager et M. Simonin, Paris, Gallimard, NRF « Pléiade », 1993, p. 560.
- Baïf, Dithyrambe à la pompe du Bouc d’Estienne Jodelle, dans Œuvres en rimes, ed. C. Marty-Laveaux, Paris, 1881, tome II, p. 209.
- Pasquier, Les Recherches de la France, éd. Marie-Madeleine Fragonard-François Roudaut (dir.) et alii, Paris, Champion, 1996.

#### Études universitaires
- (it) Enea Balmas, Un Poeta del rinascimento francese : Etienne Jodelle, Florence, 1962
- Florence Delay, L'Insuccès de la fête, Paris, Gallimard, 1980
- Richard Cooper, « Dionysos exhumé : les Archéologues français à la Renaissance », dans De Pétrarque à Descartes, dir. Jean-Claude Margolin, n°LXIX : Dionysos : origines et résurgences, dir. Ilana Zinguer, Paris, Vrin, 2001.